# شلتر ایلند هایتس (نیویورک)
شلتر ایلند هایتس (به انگلیسی: Shelter Island Heights) یک منطقهٔ مسکونی در ایالات متحده آمریکا است که در شهرستان سافک، نیویورک واقع شده‌است. شلتر ایلند هایتس ۱۴٫۶ کیلومتر مربع مساحت و ۱٬۰۴۸ نفر جمعیت دارد و ۱۷ متر بالاتر از سطح دریا واقع شده‌است.